# باشگاه فوتبال آرسنال ساراندی
 باشگاه فوتبال آرسنال ساراندی  (به اسپانیایی: Arsenal de Sarandí) یک باشگاه فوتبال در شهر آویاندا پارتیدو کشور آرژانتین می‌باشد که در لیگ برتر فوتبال آرژانتین بازی می‌کند.
این باشگاه در تاریخ ۱۱ ژانویه ۱۹۵۷ تأسیس شده است.